# 吉野鉄道電機51形電気機関車
吉野鉄道電機51形電気機関車（よしのてつどうでんき51がたでんききかんしゃ）は、吉野鉄道（現在の近鉄吉野線の前身）が保有した電気機関車の1形式である。吉野鉄道の大阪電気軌道による吸収合併、大阪電気軌道を中心とした私鉄統合によって関西急行鉄道を経て近畿日本鉄道へ承継され、関西急行鉄道時代以降はデ51形としてそのまま吉野線となったかつての吉野鉄道線を中心に運用された。

## 製造経緯
1929年3月29日の大阪鉄道による古市－久米寺間21.2kmの開業と、これに伴う大阪阿部野橋 - 吉野間の直通運転開始に備え、1929年3月に川崎車輌兵庫工場で「製修 外9-12」、製番29・30として以下の2両が製造された。
- 電機51形[1]
  - 51・52

なお、川崎車輌での売り上げ月は1929年4月、自重は50tとして扱われている。
新製当時、吉野鉄道においては既に電機1形1 - 3として電化開業の際にスイスから輸入された、比較的コンパクトな設計かつ低出力のブラウン・ボベリ(BBC)社製凸型電気機関車が使用されていたが、本形式は大阪鉄道との直通運転実施に伴う変電所の増強や軌道の強化を背景として、この時代の私鉄向けとしては大型の箱形車体を備え、しかも大出力の電動機を搭載した48t級機として完成している。

## 車体
四隅を面取りした平面形が八角形となる、強い後退角のついた三面折妻構造の妻面を備える全鋼製リベット組み立て構造の箱形車体である。
台枠もこれに合わせて八角形の平面形状となっており、乗務員室の出入り口はこの面取りを施した部分の一方、各妻面向かって左側の助士席側に一カ所ずつ設けてある。
なお、屋根板も平面形状が八角形となっているが、妻面の部分に突き出してひさしの役割を果たすようなデザインとされており、前照灯は屋根上中央部のこのひさし状に突き出した部分に1灯、筒型の灯具に収められて取り付けられている。
また、側窓は前後の乗務員室部分の各1枚は開閉可能な通常の四角形のものであるが、その間の機械室部分に設けられた明かり取り窓は、船舶と同じ真円形の小型のものが等間隔に7枚配置される、個性的なデザインとなっている。
この特徴的な側窓は、戦前戦後を通じて国鉄・JR向け量産車種以外では箱形機関車の製作実績の極端に少ない川崎車輌が手がけた4種の自社独自設計による箱型機、すなわち本形式2両と1930年に4両(Nos.3000 - 3003)、1938年に1両(No.3004)で合計5両製造の南満洲鉄道3000形3000 - 3004（製番33 - 36・74）、1930年製造の小田原急行鉄道101形101（製番42）、それに戦後1956年に国鉄向け試作機として製造された電気式ディーゼル機関車(DEL)である国鉄DF40形DF40 1（製番14）の合計9両にのみ採用された、日本では非常に珍しい構造のものである。
本形式は川崎の箱形電気機関車としては先行作となる富士身延鉄道200形（1926年製。製番18 - 22）の設計を踏襲し、台枠が車体の下部にそのまま露出するなど、総じて無骨かつ古風な設計の車体構造であるが、この側面の丸窓や大きく後退角のついた三面折妻形状となった妻面などの特徴的かつ印象的なデザイン処理によって、欧州風の優美さを備えた造形となっている。

## 主要機器

### 主電動機
川崎造船所の電機部門が制作した、川崎K-7-2003-Aと称する端子電圧750V時1時間定格出力149kW、定格回転数769rpmの直流直巻整流子式電動機を各台車に2基ずつ計4基、吊り掛け式で搭載する。
駆動装置の歯数比は80:17 (4.706)である。

### 制御器
1920年代後半に設計された日本製の電気機関車としては一般的な、電空単位スイッチ式制御器を搭載する。
ただし、旅客列車牽引を想定して弱め界磁制御による高速運転に対応し、さらにその際の牽引力低下に備えて重連運転が可能なよう、総括制御機能を付与してある。このため、端梁には通常の貨車牽引に必要なブレーキ管に加え、総括制御に必要なジャンパ栓などの配線・配管が連結器の左右に振り分けて引き通されている。
また、山岳線での運用が主体となる本形式の運用形態では、焼き嵌め式タイヤを使用していた設計当時の一般的な車輪では、踏面ブレーキを常用した場合、連続下り勾配区間などでブレーキシューとタイヤの間で発生する摩擦熱が過大になり、熱膨張によるタイヤ弛緩と、それに伴うタイヤ部分の輪軸からの脱落による脱線事故が発生する危険があった。そのため本形式では勾配線での運用に備え、主電動機を主回路の切替により直巻発電機として扱い、車載抵抗器を用いて発生電力を熱エネルギーに変換・放出することで減速する、発電ブレーキ機能が搭載されている。

### 台車
肉厚の圧延鋼板を切り抜いた部材を組み立てた、棒台枠構造の2軸ボギー台車を2基備える。
この構造も富士身延鉄道200形以来、川崎造船所→川崎車輛で電気機関車用台車に標準的に採用されてきたものであるが、各台車に2基ずつブレーキシリンダーを備えた台車シリンダー方式を採用したのが特徴となる。
なお、新造時にメーカーで撮影されたgroup="注"写真では、台車に機械式速度計用の連動装置が備わっていたことが確認できる。

### ブレーキ
機械的なブレーキ装置としては機関車用として標準的に用いられていた、K-14弁によるEL14A自動空気ブレーキ装置と手ブレーキを搭載する。
前述のとおり、自動空気ブレーキのブレーキシリンダーは各台車の左右側梁中央部に各1基ずつ計4基据え付ける台車装架方式となっており、基礎ブレーキ装置はこれらによって駆動され、各車輪の前後からブレーキシューで締め付けて制動する、1台車あたり8ブロック構成の両抱き式踏面ブレーキとなっている。

### 集電装置
横型碍子によって支持される、特徴的な形状の大型菱枠パンタグラフを2基搭載する。

### 連結器
新造時より並形自動連結器を装着する。

## 運用
新造以来、元の吉野鉄道線を主体とする区間で、地元特産の吉野杉を主体とする木材輸送用貨物列車を中心に使用された。
もっとも、新造直後の時期には、観桜シーズンに新造間もないサハ301形などを連ねた旅客列車の牽引にも起用されており、実際にもこれらの電車を牽引する写真が残されている。
第二次世界大戦中の企業統合による関西急行鉄道の成立と、これに伴う保有車両群の形式称号・記号番号の重複を解消するため、大規模な改番・改形式が実施された際には、本形式は車両番号こそ変更が無かったものの、以下の通り形式称号の変更と記号の付与が実施されている。
- 電機51形51・52 → デ51形デ51・デ52

関西急行鉄道と南海鉄道の合併によって成立した近畿日本鉄道においても、長らく吉野線において貨物列車牽引に用いられた。また、南大阪線・道明寺線での貨物列車牽引にも使用された。
後期には2基搭載されていたパンタグラフが1基搭載に削減され、重連総括制御用配管類は全て撤去、灯具はそのままに前照灯が白熱電球1灯からシールドビーム2灯に交換、ATS機器や列車無線といった保安機器の追加搭載、さらに妻面向かって右側の機関士席窓がHゴム支持化されるなどの改造が実施されている。
駅構内などにおける車両入れ替え作業の際の係員の便を図り、端梁を延長する形で小型のデッキ取り付け改造工事を施工されていたデ52は1975年に一足先に廃車解体され、残るデ51も1981年の南大阪線系統における貨物列車運用の廃止で定期運用を喪い、その後は南大阪線系統で保線工事列車牽引に充てられたが、老朽化により新造から55年が経過した1984年に除籍、解体処分に付された。
このため2両とも現存しない。